# Ракостель
Ракостель — река в России, протекает по Чухломскому району Костромской области. Устье реки находится в 155 км по левому берегу реки Вига. Длина реки составляет 12 км.
Река берёт начало западнее деревни Ожиганово в 12 км к юго-западу от Чухломы. Течёт на восток, крупных притоков нет. Рядом с рекой расположены деревни Ожиганово, Першино, Кислово, Озерово, Агапитово и Воронцово. Впадает в Вигу выше села Серапиха. Юго-западнее деревни Воронцово реку пересекает автодорога «Судиславль—Галич—Чухлома».

## Данные водного реестра
По данным государственного водного реестра России относится к Верхневолжскому бассейновому округу, водохозяйственный участок реки — Унжа от истока и до устья, речной подбассейн реки — Бассей притоков Волги ниже Рыбинского водохранилища до впадения Оки. Речной бассейн реки — (Верхняя) Волга до Куйбышевского водохранилища (без бассейна Оки).
Код объекта в государственном водном реестре — 08010300312110000014979.